# Karpalorgan
Das Karpalorgan (Organon carpale) ist eine spezifische Hautdrüse im Bereich der Vorderfußwurzel (Carpus) bei Schweinen und Katzen, die zur Markierung dient.
Bei Schweinen liegt das Organ an der Innenseite der Vorderfußwurzel. Hier finden sich 5 bis 10 porenähnlichen Drüsenöffnungen, die über eine Länge von etwa 5 cm verteilt sind und von denen Drüsenschläuche in die Tiefe ziehen. In diese Vertiefungen münden mehrere Talg- und Schlauchdrüsen, die als Karpaldrüsen (Glandulae carpales) bezeichnet werden. Das Sekret wird vom Eber beim Deckakt auf die Sau abgegeben, so dass die Belegung eine Duftmarke hinterlässt.
Bei Katzen liegt das Karpalorgan etwa 2 cm oberhalb des Karpalballens auf der Außenseite. Hier sind neben Drüsen auch einige Sinushaare ausgebildet. Daher wird vermutet, dass das Karpalorgan auch als Tastorgan beim Klettern fungiert.